# Carla Barbarino
Carla Barbarino (Lodi, 16 maggio 1967) è un'ex ostacolista e velocista italiana.
È stata medaglia d'argento ai Campionati europei di atletica leggera indoor del 2000 e di bronzo a quelli del 2002 con staffetta 4×400 metri, quattro volte campionessa italiana ed ex primatista italiana, dal 2000 al 2011, della staffetta 4x400 metri indoor. Ha inoltre conquistato due medaglie ai Giochi del Mediterraneo.

## Biografia
Prima delle due medaglie europee con la staffetta del 2000 e del 2002, nel 1997 aveva preso parte, a livello individuale, ad una edizione dei Campionati mondiali di atletica leggera.
Dal 2010 è l'allenatrice dell'ostacolista Manuela Gentili.

## Record nazionali
- Staffetta 4x400 m indoor: 3'35"01 ( Gand, 27 febbraio 2000) - con Virna De Angeli, Francesca Carbone e Patrizia Spuri

## Palmarès
| Anno | Manifestazione          | Sede   | Evento            | Risultato   | Prestazione | Note                  |
| ---- | ----------------------- | ------ | ----------------- | ----------- | ----------- | --------------------- |
| 1997 | Giochi del Mediterraneo | Bari   | 400 m hs          | Bronzo      | 56"76       |                       |
| 1997 | Giochi del Mediterraneo | Bari   | Staffetta 4x400 m | Oro         | 3'29"98     | Record dei campionati |
| 1997 | Mondiali                | Atene  | 400 m hs          | elim. batt. | 57"05       |                       |
| 1997 | Mondiali                | Atene  | Staffetta 4x400 m | 8ª          | 3'30"63     | [ 2 ]                 |
| 2000 | Europei indoor          | Gand   | Staffetta 4x400 m | Argento     | 3'35"01     | Record nazionale      |
| 2002 | Europei indoor          | Vienna | Staffetta 4x400 m | Bronzo      | 3'36"49     |                       |

## Campionati nazionali
1988
- ai Campionati italiani assoluti indoor, 400 m  - 57"29

1989
- ai Campionati italiani assoluti di atletica leggera indoor, 400 m  - 53"36

1996
- ai Campionati italiani assoluti di atletica leggera indoor, 400 m  - 53"91
- ai Campionati italiani assoluti di atletica leggera, 400 m hs - 57"14

1997
- ai Campionati italiani assoluti di atletica leggera, 400 m hs - 56"66